# 御濱町
御濱町（日语：／ Mihama chō */?）為位於日本三重縣南部的行政區劃。
轄區西半部為山區，東側鄰熊野灘，沿海區域地勢低平，主要聚落亦位於此區域。
町內全年都有生產柑橘，包括秋冬季節生產的温州蜜柑、伊予柑、清見，春夏季節生產的夏蜜柑、サマーフレッシュ，此外御濱町也是梅爾檸檬的主要產地，梅爾檸檬在御濱町和南側的紀寶町合計的產量占了全日本的九成。

## 人口
| 御濱町人口分布圖 |                                               |  |
| 御濱町與日本全國年齡別人口分布比較圖 （2005年資料） | 御濱町的年齡、男女別人口分布圖 （2005年資料） |  |
| ■紫色是御濱町 ■綠色是全国 | ■藍色是男性 ■紅色是女性                       |  |
| 御濱町人口變化 \| 1970年 \| 11,081人 \| \| \| 1975年 \| 10,575人 \| \| \| 1980年 \| 10,544人 \| \| \| 1985年 \| 10,279人 \| \| \| 1990年 \| 9,893人 \| \| \| 1995年 \| 9,914人 \| \| \| 2000年 \| 10,030人 \| \| \| 2005年 \| 9,903人 \| \| \| 2010年 \| 9,376人 \| \| \| 2015年 \| 8,741人 \| \| \| 2020年 \| 8,079人 \| \| |                                               |  |
| 資料來源：日本總務省統計中心提供之人口普查數據 |                                               |  |
| 1970年 | 11,081人                                      |  |
| 1975年 | 10,575人                                      |  |
| 1980年 | 10,544人                                      |  |
| 1985年 | 10,279人                                      |  |
| 1990年 | 9,893人                                       |  |
| 1995年 | 9,914人                                       |  |
| 2000年 | 10,030人                                      |  |
| 2005年 | 9,903人                                       |  |
| 2010年 | 9,376人                                       |  |
| 2015年 | 8,741人                                       |  |
| 2020年 | 8,079人                                       |  |

## 歷史
在實施令制國之前屬於熊野國，令制國時代後才併入紀伊國，並劃入牟婁郡。
在江戶時代後成為紀州德川家紀州藩及其御附家老水野氏的紀伊新宮藩領地；19世紀末廢藩置縣後分別改隸屬和歌山縣和新宮縣，1872年第一次府縣整併時改劃入度會縣，1876年再併入三重縣。
1889年日本實施町村制，現在的御濱町轄區在當時分屬神志山村、市木村、阿田和村、尾呂志村四個行政區劃；其中位於中部的市木村和尾呂志村在1956年先合併為市木尾呂志村，1958年阿田和町、市木尾呂志村和神志山村合併為御濱町。

### 變遷表
| 1889年4月1日 | 1889年 - 1912年 | 1912年 - 1944年              | 1945年 - 1954年              | 1955年 - 1989年                  | 1955年 - 1989年           | 1989年 - 現在              | 現在                       |
| ------------ | --------------- | ---------------------------- | ---------------------------- | -------------------------------- | ------------------------- | -------------------------- | -------------------------- |
| 神志山村     | 神志山村        | 神志山村                     | 神志山村                     | 1957年10月20日 併入熊野市        | 1957年10月20日 併入熊野市 | 2005年11月1日 合併為熊野市 | 2005年11月1日 合併為熊野市 |
| 神志山村     | 神志山村        | 神志山村                     | 神志山村                     | 神志山村                         | 1958年9月1日 合併為御濱町 | 1958年9月1日 合併為御濱町  | 1958年9月1日 合併為御濱町  |
| 市木村       | 市木村          | 市木村                       | 市木村                       | 1956年9月30日 合併為市木尾呂志村 | 1958年9月1日 合併為御濱町 | 1958年9月1日 合併為御濱町  | 1958年9月1日 合併為御濱町  |
| 尾呂志村     |                 |                              |                              | 1956年9月30日 合併為市木尾呂志村 | 1958年9月1日 合併為御濱町 | 1958年9月1日 合併為御濱町  | 1958年9月1日 合併為御濱町  |
| 阿田和村     | 阿田和村        | 1933年10月1日 改制為阿田和町 | 1933年10月1日 改制為阿田和町 | 1933年10月1日 改制為阿田和町     | 1958年9月1日 合併為御濱町 | 1958年9月1日 合併為御濱町  | 1958年9月1日 合併為御濱町  |

## 交通
御濱町主要聯外通道為沿著海岸線的公路國道42號和鐵路紀勢本線，在山區部分則有國道311號可通往相鄰的熊野市。
町內的客運路線則由三重交通和南紀廣御巴士所經營。

### 鐵路
- 東海旅客鐵道
  - 紀勢本線：（←熊野市） - 神志山車站 - 紀伊市木車站 - 阿田和車站 - （紀寶町→）

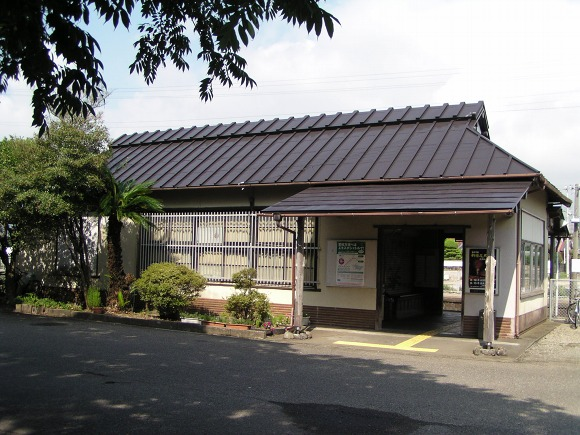
神志山車站
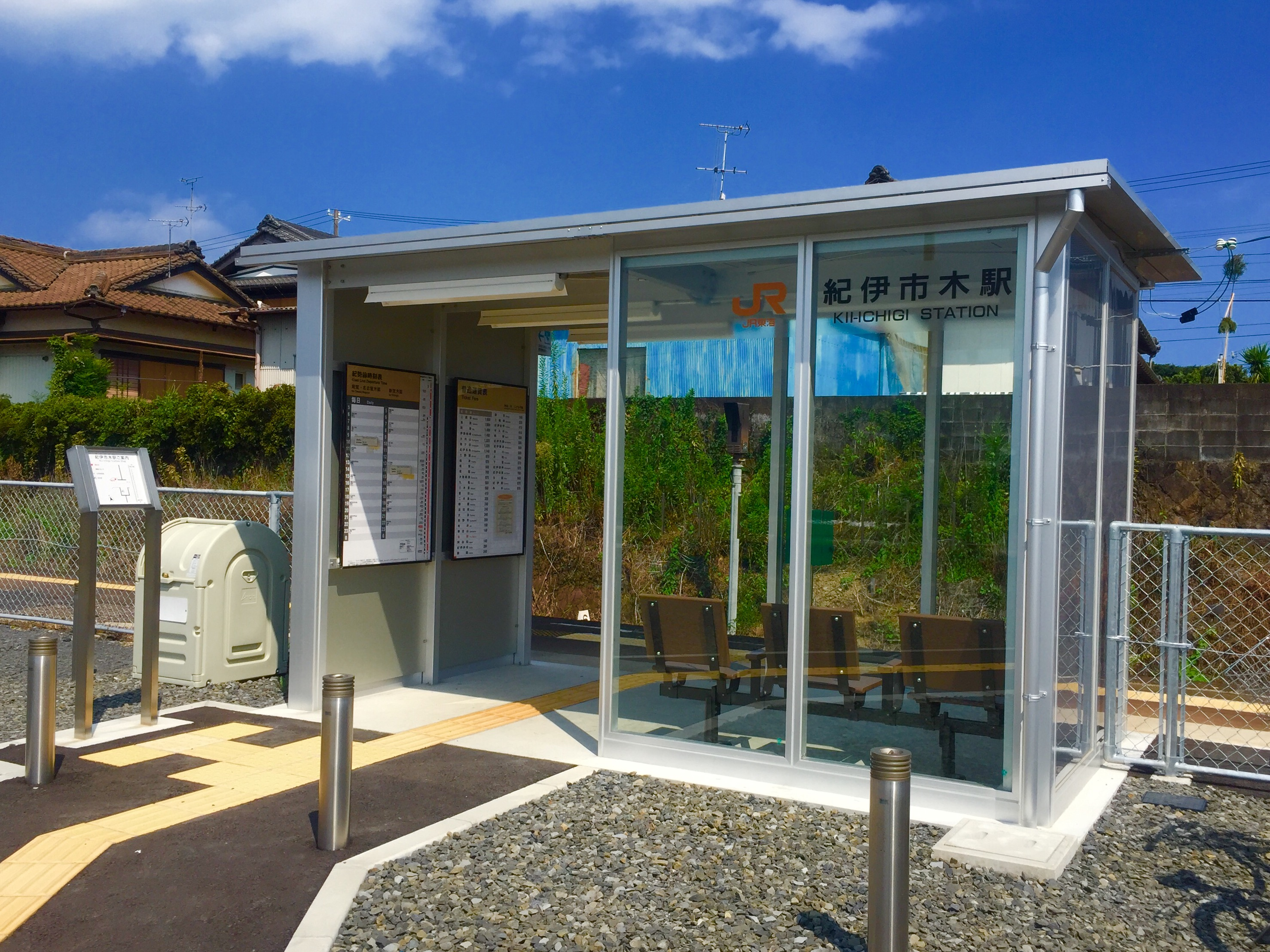
紀伊市木車站
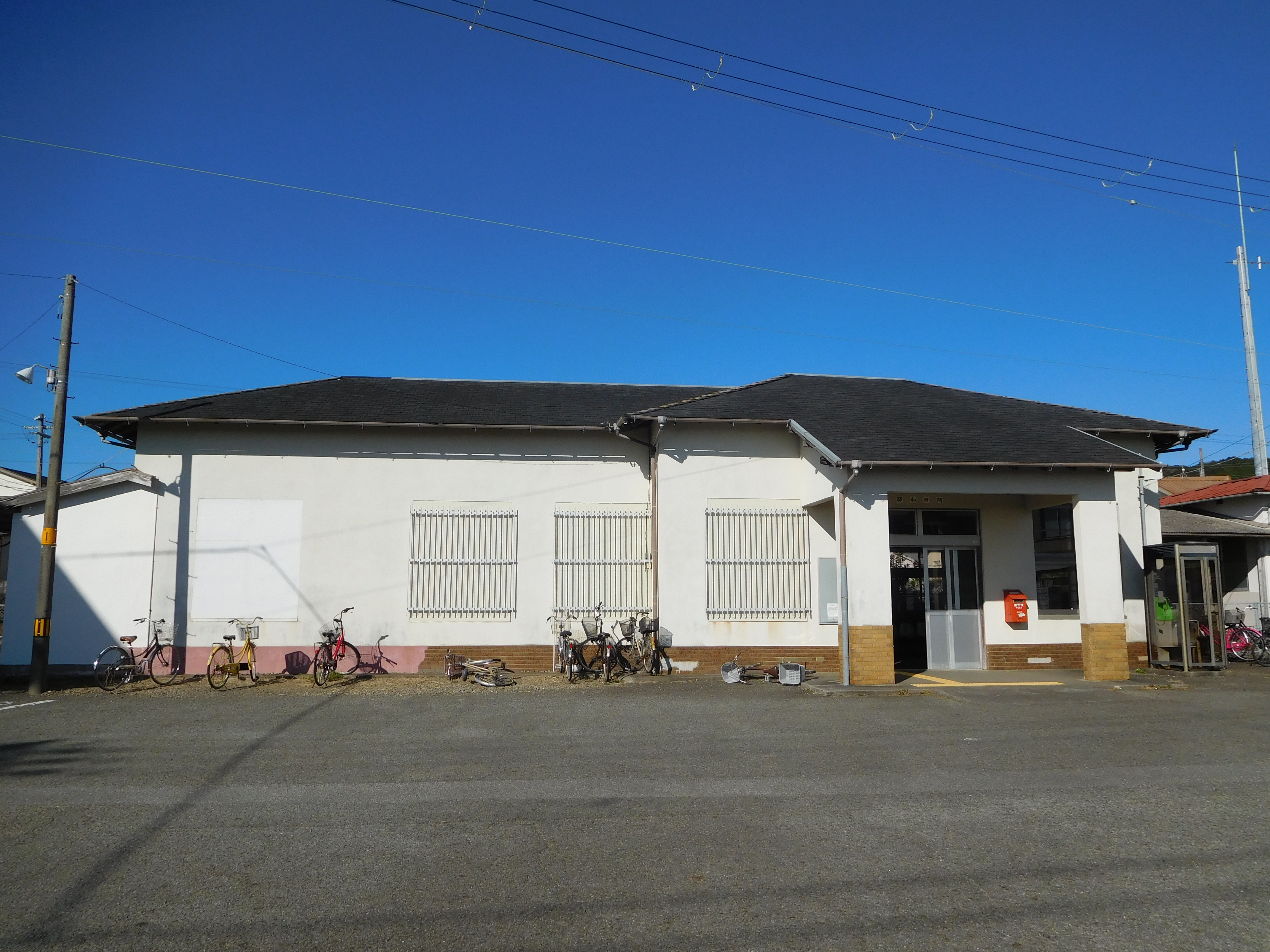
阿和田車站

## 觀光資源

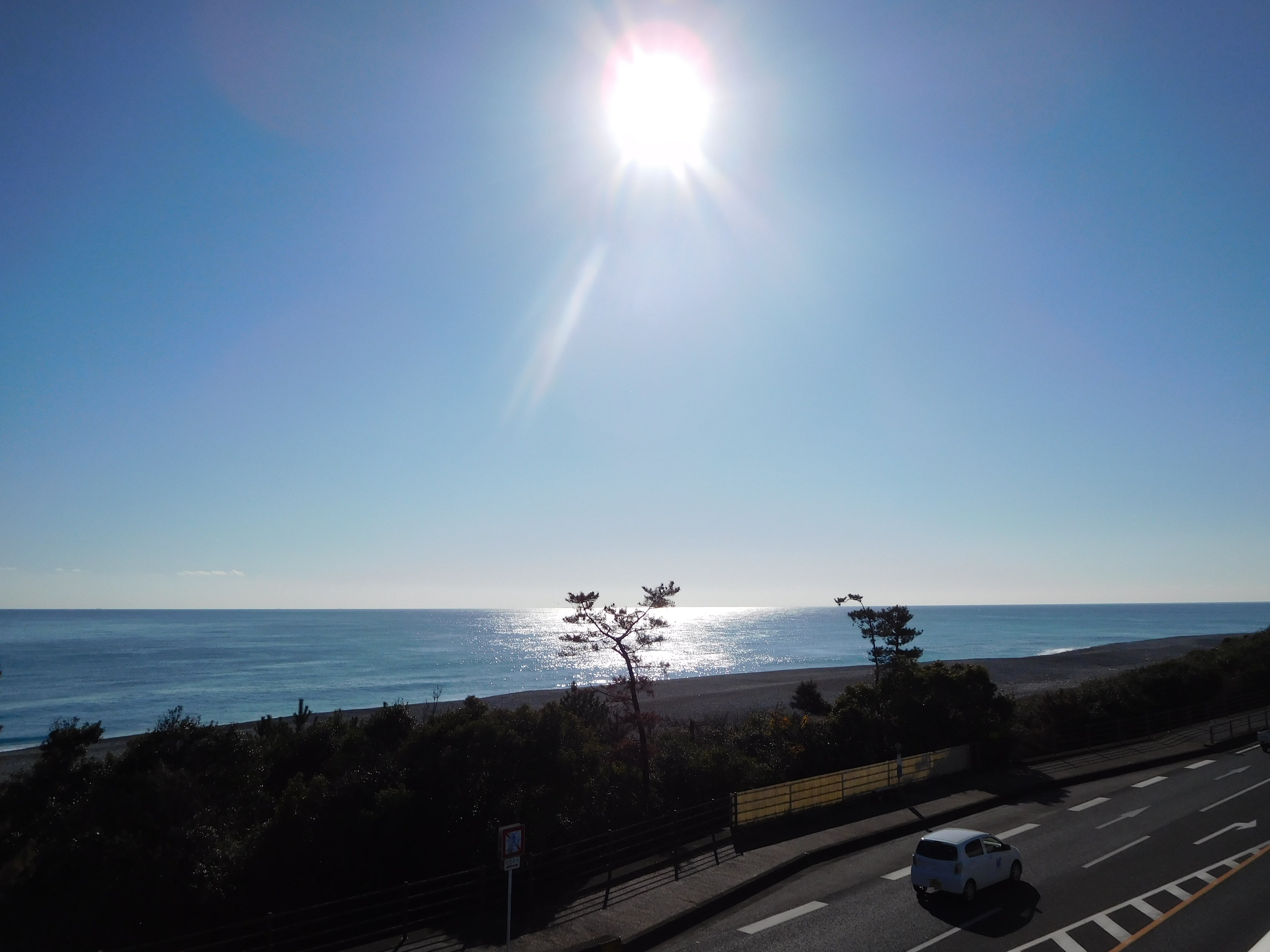
大字阿田和的七里御濱

御濱町的海岸線為被稱為七里御濱的礫石沙灘，一直延伸至熊野市內，長度達22公里，為全日本長度最長的礫石沙灘，已被劃入吉野熊野國立公園，同時也被列入日本的沙灘百選和日本白砂青松100選。

## 姊妹、友好城市

### 日本
1993年與長野縣梓川村締結友好親善，雖然梓川村在2005年被併入松本市，但兩地仍持續維持交流。